# 1953 en els vols espacials
Aquest article és una llista d'esdeveniments de vols espacials relacionats que es van produir el 1953.

## Llançaments
| Data i hora (UTC)    | Coet                                   | Coet                                   | Plataforma de llançament                       | Plataforma de llançament                       | LSP                                               | LSP                                               |
| -------------------- | -------------------------------------- | -------------------------------------- | ---------------------------------------------- | ---------------------------------------------- | ------------------------------------------------- | ------------------------------------------------- |
| Data i hora (UTC)    | Càrrega útil                           | Operador                               | Òrbita                                         | Funció                                         | Deteriorament (UTC)                               | Resultat                                          |
| Data i hora (UTC)    | Comentaris                             |                                        |                                                |                                                |                                                   |                                                   |
| Febrer               |                                        |                                        |                                                |                                                |                                                   |                                                   |
| 10 de febrer 21:09   | Estats Units - Aerobee                 | Estats Units - Aerobee                 | Estats Units - White Sands LC-35               | Estats Units - White Sands LC-35               | Estats Units - NRL                                | Estats Units - NRL                                |
| 10 de febrer 21:09   |                                        | NRL                                    | Suborbital                                     | Espectrometria de massa                        | 10 de febrer                                      | Reeixit                                           |
| 10 de febrer 21:09   | Apogeu: 137 km                         |                                        |                                                |                                                |                                                   |                                                   |
| 12 de febrer 07:09   | Estats Units - Aerobee                 | Estats Units - Aerobee                 | Estats Units - White Sands LC-35               | Estats Units - White Sands LC-35               | Estats Units - NRL                                | Estats Units - NRL                                |
| 12 de febrer 07:09   |                                        | NRL                                    | Suborbital                                     | Espectrometria de massa                        | 12 de febrer                                      | Reeixit                                           |
| 12 de febrer 07:09   | Apogeu: 137 km                         |                                        |                                                |                                                |                                                   |                                                   |
| 18 de febrer 06:50   | Estats Units - Aerobee                 | Estats Units - Aerobee                 | Estats Units - White Sands LC-35               | Estats Units - White Sands LC-35               | Estats Units - Força Aèria dels Estats Units      | Estats Units - Força Aèria dels Estats Units      |
| 18 de febrer 06:50   | Estats Units - GRENADES                | Força Aèria dels Estats Units          | Suborbital                                     | Aeronomia                                      | 18 de febrer                                      | Reeixit                                           |
| 18 de febrer 06:50   | Apogeu: 109 km                         |                                        |                                                |                                                |                                                   |                                                   |
| 18 de febrer 06:50   | Estats Units - Aerobee                 | Estats Units - Aerobee                 | Estats Units - Holloman LC-A                   | Estats Units - Holloman LC-A                   | Estats Units - ARDC                               | Estats Units - ARDC                               |
| 18 de febrer 06:50   |                                        | ARDC                                   | Suborbital                                     | Proves                                         | 18 de febrer                                      | Reeixit                                           |
| 18 de febrer 06:50   | Apogeu: 117 km                         |                                        |                                                |                                                |                                                   |                                                   |
| Març                 |                                        |                                        |                                                |                                                |                                                   |                                                   |
| 1 de març            | Alemanya - Unió Soviètica - R-1        | Alemanya - Unió Soviètica - R-1        | Unió Soviètica - Kapustin Iar                  | Unió Soviètica - Kapustin Iar                  | Unió Soviètica - OKB-1                            | Unió Soviètica - OKB-1                            |
| 1 de març            |                                        | OKB-1                                  | Suborbital                                     | Proves de míssils                              | 1 de març                                         | Reeixit                                           |
| 1 de març            | Apogeu: 100 km                         |                                        |                                                |                                                |                                                   |                                                   |
| 5 de març            | Alemanya - Unió Soviètica - R-1        | Alemanya - Unió Soviètica - R-1        | Unió Soviètica - Kapustin Iar                  | Unió Soviètica - Kapustin Iar                  | Unió Soviètica - OKB-1                            | Unió Soviètica - OKB-1                            |
| 5 de març            |                                        | OKB-1                                  | Suborbital                                     | Proves de míssils                              | 5 de març                                         | Reeixit                                           |
| 5 de març            | Apogeu: 100 km                         |                                        |                                                |                                                |                                                   |                                                   |
| 15 de març           | Unió Soviètica - R-5 Pobeda            | Unió Soviètica - R-5 Pobeda            | Unió Soviètica - Kapustin Iar                  | Unió Soviètica - Kapustin Iar                  | Unió Soviètica - OKB-1                            | Unió Soviètica - OKB-1                            |
| 15 de març           |                                        | OKB-1                                  | Suborbital                                     | Proves de míssils                              | 15 de març                                        | Error de llançament                               |
| 15 de març           | Vol inaugural del R-5 Pobeda           |                                        |                                                |                                                |                                                   |                                                   |
| 18 de març           | Unió Soviètica - R-5 Pobeda            | Unió Soviètica - R-5 Pobeda            | Unió Soviètica - Kapustin Iar                  | Unió Soviètica - Kapustin Iar                  | Unió Soviètica - OKB-1                            | Unió Soviètica - OKB-1                            |
| 18 de març           |                                        | OKB-1                                  | Suborbital                                     | Proves de míssils                              | 18 de març                                        | Error de llançament                               |
| 19 de març           | Alemanya - Unió Soviètica - R-1        | Alemanya - Unió Soviètica - R-1        | Unió Soviètica - Kapustin Iar                  | Unió Soviètica - Kapustin Iar                  | Unió Soviètica - OKB-1                            | Unió Soviètica - OKB-1                            |
| 19 de març           |                                        | OKB-1                                  | Suborbital                                     | Proves de míssils                              | 19 de març                                        | Reeixit                                           |
| 19 de març           | Apogeu: 100 km                         |                                        |                                                |                                                |                                                   |                                                   |
| Abril                |                                        |                                        |                                                |                                                |                                                   |                                                   |
| 2 d'abril            | Unió Soviètica - R-5 Pobeda            | Unió Soviètica - R-5 Pobeda            | Unió Soviètica - Kapustin Iar                  | Unió Soviètica - Kapustin Iar                  | Unió Soviètica - OKB-1                            | Unió Soviètica - OKB-1                            |
| 2 d'abril            |                                        | OKB-1                                  | Suborbital                                     | Proves de míssils                              | 2 d'abril                                         | Reeixit                                           |
| 2 d'abril            | Apogeu: 300 km                         |                                        |                                                |                                                |                                                   |                                                   |
| 8 d'abril            | Unió Soviètica - R-5 Pobeda            | Unió Soviètica - R-5 Pobeda            | Unió Soviètica - Kapustin Iar                  | Unió Soviètica - Kapustin Iar                  | Unió Soviètica - OKB-1                            | Unió Soviètica - OKB-1                            |
| 8 d'abril            |                                        | OKB-1                                  | Suborbital                                     | Proves de míssils                              | 8 d'abril                                         | Error de llançament                               |
| 14 d'abril 15:47     | Estats Units - Aerobee                 | Estats Units - Aerobee                 | Estats Units - Holloman LC-A                   | Estats Units - Holloman LC-A                   | Estats Units - ARDC                               | Estats Units - ARDC                               |
| 14 d'abril 15:47     |                                        | ARDC                                   | Suborbital                                     | Proves                                         | 14 d'abril                                        | Reeixit                                           |
| 14 d'abril 15:47     | Apogeu: 122 km                         |                                        |                                                |                                                |                                                   |                                                   |
| 18 d'abril           | Unió Soviètica - R-11 Zemlya           | Unió Soviètica - R-11 Zemlya           | Unió Soviètica - Kapustin Iar                  | Unió Soviètica - Kapustin Iar                  | Unió Soviètica - OKB-1                            | Unió Soviètica - OKB-1                            |
| 18 d'abril           |                                        | OKB-1                                  | Suborbital                                     | Proves de míssils                              | 18 d'abril                                        | Reeixit                                           |
| 18 d'abril           | Apogeu: 150 km, vol inaugural del R-11 |                                        |                                                |                                                |                                                   |                                                   |
| 23 d'abril 19:33     | Estats Units - Aerobee                 | Estats Units - Aerobee                 | Estats Units - White Sands LC-35               | Estats Units - White Sands LC-35               | Estats Units - Força Aèria dels Estats Units      | Estats Units - Força Aèria dels Estats Units      |
| 23 d'abril 19:33     | Estats Units - SPHERE                  | Força Aèria dels Estats Units          | Suborbital                                     | Aeronomia                                      | 23 d'abril                                        | Reeixit                                           |
| 23 d'abril 19:33     | Apogeu: 124 km                         |                                        |                                                |                                                |                                                   |                                                   |
| 24 d'abril 10:19     | Estats Units - Aerobee                 | Estats Units - Aerobee                 | Estats Units - White Sands LC-35               | Estats Units - White Sands LC-35               | Estats Units - Força Aèria dels Estats Units      | Estats Units - Força Aèria dels Estats Units      |
| 24 d'abril 10:19     | Estats Units - GRENADES                | Força Aèria dels Estats Units          | Suborbital                                     | Aeronomia                                      | 24 d'abril                                        | Reeixit                                           |
| 24 d'abril 10:19     | Apogeu: 108 km                         |                                        |                                                |                                                |                                                   |                                                   |
| Abril                | Unió Soviètica - R-5 Pobeda            | Unió Soviètica - R-5 Pobeda            | Unió Soviètica - Kapustin Iar                  | Unió Soviètica - Kapustin Iar                  | Unió Soviètica - OKB-1                            | Unió Soviètica - OKB-1                            |
| Abril                |                                        | OKB-1                                  | Suborbital                                     | Proves de míssils                              | rowspan=1                                         | Reeixit                                           |
| Abril                | Apogeu: 300 km                         |                                        |                                                |                                                |                                                   |                                                   |
| Maig                 |                                        |                                        |                                                |                                                |                                                   |                                                   |
| 11 de maig           | Alemanya - Unió Soviètica - R-1        | Alemanya - Unió Soviètica - R-1        | Unió Soviètica - Kapustin Iar                  | Unió Soviètica - Kapustin Iar                  | Unió Soviètica - OKB-1                            | Unió Soviètica - OKB-1                            |
| 11 de maig           |                                        | OKB-1                                  | Suborbital                                     | Proves de míssils                              | 19 de març                                        | Reeixit                                           |
| 11 de maig           | Apogeu: 100 km                         |                                        |                                                |                                                |                                                   |                                                   |
| 20 de maig 14:04     | Estats Units - Aerobee                 | Estats Units - Aerobee                 | Estats Units - Holloman LC-A                   | Estats Units - Holloman LC-A                   | Estats Units - ARDC                               | Estats Units - ARDC                               |
| 20 de maig 14:04     | Estats Units - Airglow-3               | ARDC                                   | Suborbital                                     | Aeronomia                                      | 20 de maig                                        | Reeixit                                           |
| 20 de maig 14:04     | Apogeu: 114 km                         |                                        |                                                |                                                |                                                   |                                                   |
| 21 de maig 15:47     | Estats Units - Aerobee                 | Estats Units - Aerobee                 | Estats Units - Holloman LC-A                   | Estats Units - Holloman LC-A                   | Estats Units - ARDC                               | Estats Units - ARDC                               |
| 21 de maig 15:47     | Estats Units - Airglow-4               | ARDC                                   | Suborbital                                     | Aeronomia                                      | 21 de maig                                        | Reeixit                                           |
| 21 de maig 15:47     | Apogeu: 114 km                         |                                        |                                                |                                                |                                                   |                                                   |
| 23 de maig           | Unió Soviètica - R-5 Pobeda            | Unió Soviètica - R-5 Pobeda            | Unió Soviètica - Kapustin Iar                  | Unió Soviètica - Kapustin Iar                  | Unió Soviètica - OKB-1                            | Unió Soviètica - OKB-1                            |
| 23 de maig           |                                        | OKB-1                                  | Suborbital                                     | Proves de míssils                              | 23 de maig                                        | Reeixit                                           |
| 23 de maig           | Apogeu: 300 km                         |                                        |                                                |                                                |                                                   |                                                   |
| Maig                 | Unió Soviètica - R-11 Zemlya           | Unió Soviètica - R-11 Zemlya           | Unió Soviètica - Kapustin Iar                  | Unió Soviètica - Kapustin Iar                  | Unió Soviètica - OKB-1                            | Unió Soviètica - OKB-1                            |
| Maig                 |                                        | OKB-1                                  | Suborbital                                     | Proves de míssils                              | rowspan=1                                         | Reeixit                                           |
| Maig                 | Apogeu: 150 km                         |                                        |                                                |                                                |                                                   |                                                   |
| Maig                 | Unió Soviètica - R-5 Pobeda            | Unió Soviètica - R-5 Pobeda            | Unió Soviètica - Kapustin Iar                  | Unió Soviètica - Kapustin Iar                  | Unió Soviètica - OKB-1                            | Unió Soviètica - OKB-1                            |
| Maig                 |                                        | OKB-1                                  | Suborbital                                     | Proves de míssils                              | rowspan=1                                         | Reeixit                                           |
| Maig                 | Apogeu: 300 km                         |                                        |                                                |                                                |                                                   |                                                   |
| Maig                 | Unió Soviètica - R-5 Pobeda            | Unió Soviètica - R-5 Pobeda            | Unió Soviètica - Kapustin Iar                  | Unió Soviètica - Kapustin Iar                  | Unió Soviètica - OKB-1                            | Unió Soviètica - OKB-1                            |
| Maig                 |                                        | OKB-1                                  | Suborbital                                     | Proves de míssils                              | rowspan=1                                         | Reeixit                                           |
| Maig                 | Apogeu: 300 km                         |                                        |                                                |                                                |                                                   |                                                   |
| Juny                 |                                        |                                        |                                                |                                                |                                                   |                                                   |
| 3 de juny            | Unió Soviètica - R-11 Zemlya           | Unió Soviètica - R-11 Zemlya           | Unió Soviètica - Kapustin Iar                  | Unió Soviètica - Kapustin Iar                  | Unió Soviètica - OKB-1                            | Unió Soviètica - OKB-1                            |
| 3 de juny            |                                        | OKB-1                                  | Suborbital                                     | Proves de míssils                              | 3 de juny                                         | Reeixit                                           |
| 3 de juny            | Apogeu: 150 km                         |                                        |                                                |                                                |                                                   |                                                   |
| 26 de juny 19:10     | Estats Units - Aerobee                 | Estats Units - Aerobee                 | Estats Units - Holloman LC-A                   | Estats Units - Holloman LC-A                   | Estats Units - ARDC                               | Estats Units - ARDC                               |
| 26 de juny 19:10     |                                        | ARDC                                   | Suborbital                                     | Ionosfèric                                     | 26 de juny                                        | Reeixit                                           |
| 26 de juny 19:10     | Apogeu: 135 km                         |                                        |                                                |                                                |                                                   |                                                   |
| Juliol               |                                        |                                        |                                                |                                                |                                                   |                                                   |
| 1 de juliol 17:52    | Estats Units - Aerobee                 | Estats Units - Aerobee                 | Estats Units - Holloman LC-A                   | Estats Units - Holloman LC-A                   | Estats Units - ARDC                               | Estats Units - ARDC                               |
| 1 de juliol 17:52    |                                        | ARDC                                   | Suborbital                                     | Ionosfèric                                     | 1 de juliol                                       | Reeixit                                           |
| 1 de juliol 17:52    | Apogeu: 138 km                         |                                        |                                                |                                                |                                                   |                                                   |
| 6 de juliol          | Alemanya - Unió Soviètica - R-1        | Alemanya - Unió Soviètica - R-1        | Unió Soviètica - Kapustin Iar                  | Unió Soviètica - Kapustin Iar                  | Unió Soviètica - OKB-1                            | Unió Soviètica - OKB-1                            |
| 6 de juliol          |                                        | OKB-1                                  | Suborbital                                     | Proves de míssils                              | 6 de juliol                                       | Reeixit                                           |
| 6 de juliol          | Apogeu: 100 km                         |                                        |                                                |                                                |                                                   |                                                   |
| 14 de juliol 15:30   | Estats Units - Aerobee                 | Estats Units - Aerobee                 | Estats Units - Holloman LC-A                   | Estats Units - Holloman LC-A                   | Estats Units - ARDC                               | Estats Units - ARDC                               |
| 14 de juliol 15:30   |                                        | ARDC                                   | Suborbital                                     | Solar UV                                       | 14 de juliol                                      | Reeixit                                           |
| 14 de juliol 15:30   | Apogeu: 103 km                         |                                        |                                                |                                                |                                                   |                                                   |
| 18 de juliol 22:27   | Estats Units - Deacon Rockoon          | Estats Units - Deacon Rockoon          | Estats Units - USS Staten Island -, AO-11 LP-1 | Estats Units - USS Staten Island -, AO-11 LP-1 | Estats Units - Marina dels Estats Units d'Amèrica | Estats Units - Marina dels Estats Units d'Amèrica |
| 18 de juliol 22:27   |                                        | Marina dels Estats Units d'Amèrica     | Suborbital                                     | Aeronomia/Ionosfèric                           | 18 de juliol                                      | Error de llançament                               |
| 18 de juliol 22:27   | Apogeu: 11 km                          |                                        |                                                |                                                |                                                   |                                                   |
| 19 de juliol 10:30   | Estats Units - Deacon Rockoon          | Estats Units - Deacon Rockoon          | Estats Units - USS Staten Island, AO-11 LP-2   | Estats Units - USS Staten Island, AO-11 LP-2   | Estats Units - Marina dels Estats Units d'Amèrica | Estats Units - Marina dels Estats Units d'Amèrica |
| 19 de juliol 10:30   |                                        | Marina dels Estats Units d'Amèrica     | Suborbital                                     | Aeronomia/Ionosfèric                           | 19 de juliol                                      | Error de llançament                               |
| 19 de juliol 10:30   | Apogeu: 11 km                          |                                        |                                                |                                                |                                                   |                                                   |
| 19 de juliol 15:53   | Estats Units - Deacon Rockoon          | Estats Units - Deacon Rockoon          | Estats Units - USS Staten Island, AO-11 LP-3   | Estats Units - USS Staten Island, AO-11 LP-3   | Estats Units - Marina dels Estats Units d'Amèrica | Estats Units - Marina dels Estats Units d'Amèrica |
| 19 de juliol 15:53   |                                        | Marina dels Estats Units d'Amèrica     | Suborbital                                     | Aeronomia/Ionosfèric                           | 19 de juliol                                      | Error de llançament                               |
| 19 de juliol 15:53   | Apogeu: 11 km                          |                                        |                                                |                                                |                                                   |                                                   |
| 19 de juliol 21:57   | Estats Units - Deacon Rockoon          | Estats Units - Deacon Rockoon          | Estats Units - USS Staten Island, AO-11 LP-4   | Estats Units - USS Staten Island, AO-11 LP-4   | Estats Units - Marina dels Estats Units d'Amèrica | Estats Units - Marina dels Estats Units d'Amèrica |
| 19 de juliol 21:57   |                                        | Marina dels Estats Units d'Amèrica     | Suborbital                                     | Aeronomia/Ionosfèric                           | 19 de juliol                                      | Error de llançament                               |
| 19 de juliol 21:57   | Apogeu: 11 km                          |                                        |                                                |                                                |                                                   |                                                   |
| 24 de juliol 16:40   | Estats Units - Deacon Rockoon          | Estats Units - Deacon Rockoon          | Estats Units - USS Staten Island, AO-11 LP-5   | Estats Units - USS Staten Island, AO-11 LP-5   | Estats Units - Marina dels Estats Units d'Amèrica | Estats Units - Marina dels Estats Units d'Amèrica |
| 24 de juliol 16:40   |                                        | Marina dels Estats Units d'Amèrica     | Suborbital                                     | Aeronomia/Ionosfèric                           | 24 de juliol                                      | Error de llançament                               |
| 24 de juliol 16:40   | Apogeu: 11 km                          |                                        |                                                |                                                |                                                   |                                                   |
| Agost                |                                        |                                        |                                                |                                                |                                                   |                                                   |
| 3 d'agost 18:28      | Estats Units - Deacon Rockoon          | Estats Units - Deacon Rockoon          | Estats Units - USS Staten Island, AO-11 LP-7   | Estats Units - USS Staten Island, AO-11 LP-7   | Estats Units - Marina dels Estats Units d'Amèrica | Estats Units - Marina dels Estats Units d'Amèrica |
| 3 d'agost 18:28      | Estats Units - SUI-14                  | Marina dels Estats Units d'Amèrica     | Suborbital                                     | Aeronomia/Ionosfèric                           | 3 d'agost                                         | Error de llançament                               |
| 3 d'agost 18:28      | Apogeu: 11 km                          |                                        |                                                |                                                |                                                   |                                                   |
| 6 d'agost 15:07      | Estats Units - Deacon Rockoon          | Estats Units - Deacon Rockoon          | Estats Units - USS Staten Island, AO-11 LP-8   | Estats Units - USS Staten Island, AO-11 LP-8   | Estats Units - Marina dels Estats Units d'Amèrica | Estats Units - Marina dels Estats Units d'Amèrica |
| 6 d'agost 15:07      |                                        | Marina dels Estats Units d'Amèrica     | Suborbital                                     | Aeronomia/Ionosfèric                           | 6 d'agost                                         | Error de llançament                               |
| 6 d'agost 15:07      | Apogeu: 11 km                          |                                        |                                                |                                                |                                                   |                                                   |
| 9 d'agost 05:54      | Estats Units - Deacon Rockoon          | Estats Units - Deacon Rockoon          | Estats Units - USS Staten Island, AO-11 LP-10  | Estats Units - USS Staten Island, AO-11 LP-10  | Estats Units - Marina dels Estats Units d'Amèrica | Estats Units - Marina dels Estats Units d'Amèrica |
| 9 d'agost 05:54      |                                        | Marina dels Estats Units d'Amèrica     | Suborbital                                     | Aeronomia/Ionosfèric                           | 9 d'agost                                         | Reeixit                                           |
| 9 d'agost 05:54      | Apogeu: 100 km                         |                                        |                                                |                                                |                                                   |                                                   |
| 9 d'agost 19:15      | Estats Units - Deacon Rockoon          | Estats Units - Deacon Rockoon          | Estats Units - USS Staten Island, AO-11 LP-23  | Estats Units - USS Staten Island, AO-11 LP-23  | Estats Units - Marina dels Estats Units d'Amèrica | Estats Units - Marina dels Estats Units d'Amèrica |
| 9 d'agost 19:15      |                                        | NRL                                    | Suborbital                                     | Aeronomia                                      | 9 d'agost                                         | Error de llançament                               |
| 9 d'agost 19:15      | Apogeu: 38 km                          |                                        |                                                |                                                |                                                   |                                                   |
| 30 d'agost 14:00     | Estats Units - Deacon Rockoon          | Estats Units - Deacon Rockoon          | Estats Units - USS Eastwind, AO-11 LP-11       | Estats Units - USS Eastwind, AO-11 LP-11       | Estats Units - Marina dels Estats Units d'Amèrica | Estats Units - Marina dels Estats Units d'Amèrica |
| 30 d'agost 14:00     |                                        | Marina dels Estats Units d'Amèrica     | Suborbital                                     | Aeronomia/Ionosfèric                           | 30 d'agost                                        | Error de llançament                               |
| 30 d'agost 14:00     | Apogeu: 11 km                          |                                        |                                                |                                                |                                                   |                                                   |
| 30 d'agost 16:20     | Estats Units - Deacon Rockoon          | Estats Units - Deacon Rockoon          | Estats Units - USS Eastwind, AO-11 LP-12       | Estats Units - USS Eastwind, AO-11 LP-12       | Estats Units - Marina dels Estats Units d'Amèrica | Estats Units - Marina dels Estats Units d'Amèrica |
| 30 d'agost 16:20     |                                        | Marina dels Estats Units d'Amèrica     | Suborbital                                     | Aeronomia/Ionosfèric                           | 30 d'agost                                        | Error de llançament                               |
| 30 d'agost 16:20     | Apogeu: 11 km                          |                                        |                                                |                                                |                                                   |                                                   |
| 30 d'agost 20:46     | Estats Units - Deacon Rockoon          | Estats Units - Deacon Rockoon          | Estats Units - USS Eastwind, AO-11 LP-13       | Estats Units - USS Eastwind, AO-11 LP-13       | Estats Units - Marina dels Estats Units d'Amèrica | Estats Units - Marina dels Estats Units d'Amèrica |
| 30 d'agost 20:46     |                                        | Marina dels Estats Units d'Amèrica     | Suborbital                                     | Aeronomia/Ionosfèric                           | 30 d'agost                                        | Reeixit                                           |
| 30 d'agost 20:46     | Apogeu: 100 km                         |                                        |                                                |                                                |                                                   |                                                   |
| Setembre             |                                        |                                        |                                                |                                                |                                                   |                                                   |
| 1 de setembre 05:05  | Estats Units - Aerobee                 | Estats Units - Aerobee                 | Estats Units - White Sands LC-35               | Estats Units - White Sands LC-35               | Estats Units - Força Aèria dels Estats Units      | Estats Units - Força Aèria dels Estats Units      |
| 1 de setembre 05:05  | Estats Units - GRENADES                | Força Aèria dels Estats Units          | Suborbital                                     | Aeronomia                                      | 1 de setembre                                     | Reeixit                                           |
| 1 de setembre 05:05  | Apogeu: 108 km                         |                                        |                                                |                                                |                                                   |                                                   |
| 3 de setembre 11:51  | Estats Units - Deacon Rockoon          | Estats Units - Deacon Rockoon          | Estats Units - USS Eastwind, AO-11 LP-15       | Estats Units - USS Eastwind, AO-11 LP-15       | Estats Units - Marina dels Estats Units d'Amèrica | Estats Units - Marina dels Estats Units d'Amèrica |
| 3 de setembre 11:51  |                                        | Marina dels Estats Units d'Amèrica     | Suborbital                                     | Aeronomia/Ionosfèric                           | 3 de setembre                                     | Reeixit                                           |
| 3 de setembre 11:51  | Apogeu: 100 km                         |                                        |                                                |                                                |                                                   |                                                   |
| 3 de setembre 14:05  | Estats Units - Deacon Rockoon          | Estats Units - Deacon Rockoon          | Estats Units - USS Eastwind, AO-11 LP-16       | Estats Units - USS Eastwind, AO-11 LP-16       | Estats Units - Marina dels Estats Units d'Amèrica | Estats Units - Marina dels Estats Units d'Amèrica |
| 3 de setembre 14:05  |                                        | Marina dels Estats Units d'Amèrica     | Suborbital                                     | Aeronomia/Ionosfèric                           | 3 de setembre                                     | Reeixit                                           |
| 3 de setembre 14:05  | Apogeu: 100 km                         |                                        |                                                |                                                |                                                   |                                                   |
| 5 de setembre 05:36  | Estats Units - Aerobee                 | Estats Units - Aerobee                 | Estats Units - White Sands LC-35               | Estats Units - White Sands LC-35               | Estats Units - Força Aèria dels Estats Units      | Estats Units - Força Aèria dels Estats Units      |
| 5 de setembre 05:36  | Estats Units - GRENADES                | Força Aèria dels Estats Units          | Suborbital                                     | Aeronomia                                      | 5 de setembre                                     | Reeixit                                           |
| 5 de setembre 05:36  | Apogeu: 114 km                         |                                        |                                                |                                                |                                                   |                                                   |
| 15 de setembre 15:02 | Estats Units - Aerobee                 | Estats Units - Aerobee                 | Estats Units - Holloman LC-A                   | Estats Units - Holloman LC-A                   | Estats Units - ARDC                               | Estats Units - ARDC                               |
| 15 de setembre 15:02 | Estats Units - Airglow-5               | ARDC                                   | Suborbital                                     | Aeronomia                                      | 15 de setembre                                    | Error de llançament                               |
| 15 de setembre 15:02 | Apogeu: 32 km                          |                                        |                                                |                                                |                                                   |                                                   |
| Octubre              |                                        |                                        |                                                |                                                |                                                   |                                                   |
| 7 d'octubre 17:00    | Estats Units - Aerobee                 | Estats Units - Aerobee                 | Estats Units - Holloman LC-A                   | Estats Units - Holloman LC-A                   | Estats Units - ARDC                               | Estats Units - ARDC                               |
| 7 d'octubre 17:00    |                                        | ARDC                                   | Suborbital                                     | Solar                                          | 7 d'octubre                                       | Reeixit                                           |
| 7 d'octubre 17:00    | Apogeu: 100 km                         |                                        |                                                |                                                |                                                   |                                                   |
| 10 d'octubre         | Alemanya - Unió Soviètica - R-1        | Alemanya - Unió Soviètica - R-1        | Unió Soviètica - Kapustin Iar                  | Unió Soviètica - Kapustin Iar                  | Unió Soviètica - OKB-1                            | Unió Soviètica - OKB-1                            |
| 10 d'octubre         |                                        | OKB-1                                  | Suborbital                                     | Proves de míssils                              | 10 d'octubre                                      | Reeixit                                           |
| 10 d'octubre         | Apogeu: 100 km                         |                                        |                                                |                                                |                                                   |                                                   |
| 16 d'octubre         | Alemanya - Unió Soviètica - R-1        | Alemanya - Unió Soviètica - R-1        | Unió Soviètica - Kapustin Iar                  | Unió Soviètica - Kapustin Iar                  | Unió Soviètica - OKB-1                            | Unió Soviètica - OKB-1                            |
| 16 d'octubre         |                                        | OKB-1                                  | Suborbital                                     | Proves de míssils                              | 16 d'octubre                                      | Reeixit                                           |
| 16 d'octubre         | Apogeu: 100 km                         |                                        |                                                |                                                |                                                   |                                                   |
| 17 d'octubre         | Alemanya - Unió Soviètica - R-1        | Alemanya - Unió Soviètica - R-1        | Unió Soviètica - Kapustin Iar                  | Unió Soviètica - Kapustin Iar                  | Unió Soviètica - OKB-1                            | Unió Soviètica - OKB-1                            |
| 17 d'octubre         |                                        | OKB-1                                  | Suborbital                                     | Proves de míssils                              | 17 d'octubre                                      | Reeixit                                           |
| 17 d'octubre         | Apogeu: 100 km                         |                                        |                                                |                                                |                                                   |                                                   |
| 19 d'octubre         | Alemanya - Unió Soviètica - R-1        | Alemanya - Unió Soviètica - R-1        | Unió Soviètica - Kapustin Iar                  | Unió Soviètica - Kapustin Iar                  | Unió Soviètica - OKB-1                            | Unió Soviètica - OKB-1                            |
| 19 d'octubre         |                                        | OKB-1                                  | Suborbital                                     | Proves de míssils                              | 19 d'octubre                                      | Reeixit                                           |
| 19 d'octubre         | Apogeu: 100 km                         |                                        |                                                |                                                |                                                   |                                                   |
| 20 d'octubre         | Alemanya - Unió Soviètica - R-1        | Alemanya - Unió Soviètica - R-1        | Unió Soviètica - Kapustin Iar                  | Unió Soviètica - Kapustin Iar                  | Unió Soviètica - OKB-1                            | Unió Soviètica - OKB-1                            |
| 20 d'octubre         |                                        | OKB-1                                  | Suborbital                                     | Proves de míssils                              | 20 d'octubre                                      | Reeixit                                           |
| 20 d'octubre         | Apogeu: 100 km                         |                                        |                                                |                                                |                                                   |                                                   |
| 26 d'octubre         | Alemanya - Unió Soviètica - R-1        | Alemanya - Unió Soviètica - R-1        | Unió Soviètica - Kapustin Iar                  | Unió Soviètica - Kapustin Iar                  | Unió Soviètica - OKB-1                            | Unió Soviètica - OKB-1                            |
| 26 d'octubre         |                                        | OKB-1                                  | Suborbital                                     | Proves de míssils                              | 26 d'octubre                                      | Reeixit                                           |
| 26 d'octubre         | Apogeu: 100 km                         |                                        |                                                |                                                |                                                   |                                                   |
| 27 d'octubre         | Alemanya - Unió Soviètica - R-1        | Alemanya - Unió Soviètica - R-1        | Unió Soviètica - Kapustin Iar                  | Unió Soviètica - Kapustin Iar                  | Unió Soviètica - OKB-1                            | Unió Soviètica - OKB-1                            |
| 27 d'octubre         |                                        | OKB-1                                  | Suborbital                                     | Proves de míssils                              | 27 d'octubre                                      | Reeixit                                           |
| 27 d'octubre         | Apogeu: 100 km                         |                                        |                                                |                                                |                                                   |                                                   |
| 28 d'octubre         | Alemanya - Unió Soviètica - R-1        | Alemanya - Unió Soviètica - R-1        | Unió Soviètica - Kapustin Iar                  | Unió Soviètica - Kapustin Iar                  | Unió Soviètica - OKB-1                            | Unió Soviètica - OKB-1                            |
| 28 d'octubre         |                                        | OKB-1                                  | Suborbital                                     | Proves de míssils                              | 28 d'octubre                                      | Reeixit                                           |
| 28 d'octubre         | Apogeu: 100 km                         |                                        |                                                |                                                |                                                   |                                                   |
| 28 d'octubre         | Alemanya - Unió Soviètica - R-1        | Alemanya - Unió Soviètica - R-1        | Unió Soviètica - Kapustin Iar                  | Unió Soviètica - Kapustin Iar                  | Unió Soviètica - OKB-1                            | Unió Soviètica - OKB-1                            |
| 28 d'octubre         |                                        | OKB-1                                  | Suborbital                                     | Proves de míssils                              | 28 d'octubre                                      | Reeixit                                           |
| 28 d'octubre         | Apogeu: 100 km                         |                                        |                                                |                                                |                                                   |                                                   |
| 30 d'octubre         | Unió Soviètica - R-5 Pobeda            | Unió Soviètica - R-5 Pobeda            | Unió Soviètica - Kapustin Iar                  | Unió Soviètica - Kapustin Iar                  | Unió Soviètica - OKB-1                            | Unió Soviètica - OKB-1                            |
| 30 d'octubre         |                                        | OKB-1                                  | Suborbital                                     | Proves de míssils                              | 30 d'octubre                                      | Reeixit                                           |
| 30 d'octubre         | Apogeu: 300 km                         |                                        |                                                |                                                |                                                   |                                                   |
| Octubre              | Alemanya - Unió Soviètica - R-1        | Alemanya - Unió Soviètica - R-1        | Unió Soviètica - Kapustin Iar                  | Unió Soviètica - Kapustin Iar                  | Unió Soviètica - OKB-1                            | Unió Soviètica - OKB-1                            |
| Octubre              |                                        | OKB-1                                  | Suborbital                                     | Proves de míssils                              | rowspan=1                                         | Reeixit                                           |
| Octubre              | Apogeu: 100 km                         |                                        |                                                |                                                |                                                   |                                                   |
| Octubre              | Alemanya - Unió Soviètica - R-1        | Alemanya - Unió Soviètica - R-1        | Unió Soviètica - Kapustin Iar                  | Unió Soviètica - Kapustin Iar                  | Unió Soviètica - OKB-1                            | Unió Soviètica - OKB-1                            |
| Octubre              |                                        | OKB-1                                  | Suborbital                                     | Proves de míssils                              | rowspan=1                                         | Reeixit                                           |
| Octubre              | Apogeu: 100 km                         |                                        |                                                |                                                |                                                   |                                                   |
| Octubre              | Alemanya - Unió Soviètica - R-1        | Alemanya - Unió Soviètica - R-1        | Unió Soviètica - Kapustin Iar                  | Unió Soviètica - Kapustin Iar                  | Unió Soviètica - OKB-1                            | Unió Soviètica - OKB-1                            |
| Octubre              |                                        | OKB-1                                  | Suborbital                                     | Proves de míssils                              | rowspan=1                                         | Reeixit                                           |
| Octubre              | Apogeu: 100 km                         |                                        |                                                |                                                |                                                   |                                                   |
| Octubre              | Alemanya - Unió Soviètica - R-1        | Alemanya - Unió Soviètica - R-1        | Unió Soviètica - Kapustin Iar                  | Unió Soviètica - Kapustin Iar                  | Unió Soviètica - OKB-1                            | Unió Soviètica - OKB-1                            |
| Octubre              |                                        | OKB-1                                  | Suborbital                                     | Proves de míssils                              | rowspan=1                                         | Reeixit                                           |
| Octubre              | Apogeu: 100 km                         |                                        |                                                |                                                |                                                   |                                                   |
| Novembre             |                                        |                                        |                                                |                                                |                                                   |                                                   |
| 2 de novembre 18:32  | Estats Units - Aerobee                 | Estats Units - Aerobee                 | Estats Units - Holloman LC-A                   | Estats Units - Holloman LC-A                   | Estats Units - ARDC                               | Estats Units - ARDC                               |
| 2 de novembre 18:32  |                                        | ARDC                                   | Suborbital                                     | Ionosfèric                                     | 2 de novembre                                     | Reeixit                                           |
| 2 de novembre 18:32  | Apogeu: 120 km                         |                                        |                                                |                                                |                                                   |                                                   |
| 3 de novembre 18:15  | Estats Units - Aerobee                 | Estats Units - Aerobee                 | Estats Units - Holloman LC-A                   | Estats Units - Holloman LC-A                   | Estats Units - ARDC                               | Estats Units - ARDC                               |
| 3 de novembre 18:15  |                                        | ARDC                                   | Suborbital                                     | Ionosfèric                                     | 3 de novembre                                     | Reeixit                                           |
| 3 de novembre 18:15  | Apogeu: 121 km                         |                                        |                                                |                                                |                                                   |                                                   |
| 12 de novembre       | Alemanya - Unió Soviètica - R-1        | Alemanya - Unió Soviètica - R-1        | Unió Soviètica - Kapustin Iar                  | Unió Soviètica - Kapustin Iar                  | Unió Soviètica - OKB-1                            | Unió Soviètica - OKB-1                            |
| 12 de novembre       |                                        | OKB-1                                  | Suborbital                                     | Proves de míssils                              | 12 de novembre                                    | Reeixit                                           |
| 12 de novembre       | Apogeu: 100 km                         |                                        |                                                |                                                |                                                   |                                                   |
| 15 de novembre       | Alemanya - Unió Soviètica - R-1        | Alemanya - Unió Soviètica - R-1        | Unió Soviètica - Kapustin Iar                  | Unió Soviètica - Kapustin Iar                  | Unió Soviètica - OKB-1                            | Unió Soviètica - OKB-1                            |
| 15 de novembre       |                                        | OKB-1                                  | Suborbital                                     | Proves de míssils                              | 15 de novembre                                    | Reeixit                                           |
| 15 de novembre       | Apogeu: 100 km                         |                                        |                                                |                                                |                                                   |                                                   |
| 15 de novembre       | Alemanya - Unió Soviètica - R-1        | Alemanya - Unió Soviètica - R-1        | Unió Soviètica - Kapustin Iar                  | Unió Soviètica - Kapustin Iar                  | Unió Soviètica - OKB-1                            | Unió Soviètica - OKB-1                            |
| 15 de novembre       |                                        | OKB-1                                  | Suborbital                                     | Proves de míssils                              | 15 de novembre                                    | Reeixit                                           |
| 15 de novembre       | Apogeu: 100 km                         |                                        |                                                |                                                |                                                   |                                                   |
| 19 de novembre 22:40 | Estats Units - Aerobee                 | Estats Units - Aerobee                 | Estats Units - White Sands LC-35               | Estats Units - White Sands LC-35               | Estats Units - NRL                                | Estats Units - NRL                                |
| 19 de novembre 22:40 |                                        | NRL                                    | Suborbital                                     | Aeronomia/Solar                                | 19 de novembre                                    | Reeixit                                           |
| 19 de novembre 22:40 | Apogeu: 112 km                         |                                        |                                                |                                                |                                                   |                                                   |
| 24 de novembre       | Alemanya - Unió Soviètica - R-1        | Alemanya - Unió Soviètica - R-1        | Unió Soviètica - Kapustin Iar                  | Unió Soviètica - Kapustin Iar                  | Unió Soviètica - OKB-1                            | Unió Soviètica - OKB-1                            |
| 24 de novembre       |                                        | OKB-1                                  | Suborbital                                     | Proves de míssils                              | 24 de novembre                                    | Reeixit                                           |
| 24 de novembre       | Apogeu: 100 km                         |                                        |                                                |                                                |                                                   |                                                   |
| Novembre             | Alemanya - Unió Soviètica - R-1        | Alemanya - Unió Soviètica - R-1        | Unió Soviètica - Kapustin Iar                  | Unió Soviètica - Kapustin Iar                  | Unió Soviètica - OKB-1                            | Unió Soviètica - OKB-1                            |
| Novembre             |                                        | OKB-1                                  | Suborbital                                     | Proves de míssils                              | rowspan=1                                         | Reeixit                                           |
| Novembre             | Apogeu: 100 km                         |                                        |                                                |                                                |                                                   |                                                   |
| Novembre             | Alemanya - Unió Soviètica - R-1        | Alemanya - Unió Soviètica - R-1        | Unió Soviètica - Kapustin Iar                  | Unió Soviètica - Kapustin Iar                  | Unió Soviètica - OKB-1                            | Unió Soviètica - OKB-1                            |
| Novembre             |                                        | OKB-1                                  | Suborbital                                     | Proves de míssils                              | rowspan=1                                         | Reeixit                                           |
| Novembre             | Apogeu: 100 km                         |                                        |                                                |                                                |                                                   |                                                   |
| Novembre             | Alemanya - Unió Soviètica - R-1        | Alemanya - Unió Soviètica - R-1        | Unió Soviètica - Kapustin Iar                  | Unió Soviètica - Kapustin Iar                  | Unió Soviètica - OKB-1                            | Unió Soviètica - OKB-1                            |
| Novembre             |                                        | OKB-1                                  | Suborbital                                     | Proves de míssils                              | rowspan=1                                         | Reeixit                                           |
| Novembre             | Apogeu: 100 km                         |                                        |                                                |                                                |                                                   |                                                   |
| Novembre             | Alemanya - Unió Soviètica - R-1        | Alemanya - Unió Soviètica - R-1        | Unió Soviètica - Kapustin Iar                  | Unió Soviètica - Kapustin Iar                  | Unió Soviètica - OKB-1                            | Unió Soviètica - OKB-1                            |
| Novembre             |                                        | OKB-1                                  | Suborbital                                     | Proves de míssils                              | rowspan=1                                         | Reeixit                                           |
| Novembre             | Apogeu: 100 km                         |                                        |                                                |                                                |                                                   |                                                   |
| Novembre             | Alemanya - Unió Soviètica - R-5 Pobeda | Alemanya - Unió Soviètica - R-5 Pobeda | Unió Soviètica - Kapustin Iar                  | Unió Soviètica - Kapustin Iar                  | Unió Soviètica - OKB-1                            | Unió Soviètica - OKB-1                            |
| Novembre             |                                        | OKB-1                                  | Suborbital                                     | Proves de míssils                              | rowspan=1                                         | Reeixit                                           |
| Novembre             | Apogeu: 300 km                         |                                        |                                                |                                                |                                                   |                                                   |
| Novembre             | Alemanya - Unió Soviètica - R-5 Pobeda | Alemanya - Unió Soviètica - R-5 Pobeda | Unió Soviètica - Kapustin Iar                  | Unió Soviètica - Kapustin Iar                  | Unió Soviètica - OKB-1                            | Unió Soviètica - OKB-1                            |
| Novembre             |                                        | OKB-1                                  | Suborbital                                     | Proves de míssils                              | rowspan=1                                         | Reeixit                                           |
| Novembre             | Apogeu: 300 km                         |                                        |                                                |                                                |                                                   |                                                   |
| Novembre             | Alemanya - Unió Soviètica - R-5 Pobeda | Alemanya - Unió Soviètica - R-5 Pobeda | Unió Soviètica - Kapustin Iar                  | Unió Soviètica - Kapustin Iar                  | Unió Soviètica - OKB-1                            | Unió Soviètica - OKB-1                            |
| Novembre             |                                        | OKB-1                                  | Suborbital                                     | Proves de míssils                              | rowspan=1                                         | Reeixit                                           |
| Novembre             | Apogeu: 300 km                         |                                        |                                                |                                                |                                                   |                                                   |
| Novembre             | Alemanya - Unió Soviètica - R-5 Pobeda | Alemanya - Unió Soviètica - R-5 Pobeda | Unió Soviètica - Kapustin Iar                  | Unió Soviètica - Kapustin Iar                  | Unió Soviètica - OKB-1                            | Unió Soviètica - OKB-1                            |
| Novembre             |                                        | OKB-1                                  | Suborbital                                     | Proves de míssils                              | rowspan=1                                         | Reeixit                                           |
| Novembre             | Apogeu: 300 km                         |                                        |                                                |                                                |                                                   |                                                   |
| Desembre             |                                        |                                        |                                                |                                                |                                                   |                                                   |
| 1 de desembre 15:30  | Estats Units - Aerobee                 | Estats Units - Aerobee                 | Estats Units - White Sands LC-35               | Estats Units - White Sands LC-35               | Estats Units - NRL                                | Estats Units - NRL                                |
| 1 de desembre 15:30  |                                        | NRL                                    | Suborbital                                     | Aeronomia/Solar                                | 1 de desembre                                     | Reeixit                                           |
| 1 de desembre 15:30  | Apogeu: 129 km                         |                                        |                                                |                                                |                                                   |                                                   |
| 9 de desembre        | Alemanya - Unió Soviètica - R-5 Pobeda | Alemanya - Unió Soviètica - R-5 Pobeda | Unió Soviètica - Kapustin Iar                  | Unió Soviètica - Kapustin Iar                  | Unió Soviètica - OKB-1                            | Unió Soviètica - OKB-1                            |
| 9 de desembre        |                                        | OKB-1                                  | Suborbital                                     | Proves de míssils                              | 9 de desembre                                     | Reeixit                                           |
| 9 de desembre        | Apogeu: 300 km                         |                                        |                                                |                                                |                                                   |                                                   |
| Desembre             | Alemanya - Unió Soviètica - R-5 Pobeda | Alemanya - Unió Soviètica - R-5 Pobeda | Unió Soviètica - Kapustin Iar                  | Unió Soviètica - Kapustin Iar                  | Unió Soviètica - OKB-1                            | Unió Soviètica - OKB-1                            |
| Desembre             |                                        | OKB-1                                  | Suborbital                                     | Proves de míssils                              | rowspan=1                                         | Reeixit                                           |
| Desembre             | Apogeu: 300 km                         |                                        |                                                |                                                |                                                   |                                                   |